# Miraval-Cabardès
Miraval-Cabardès é uma comuna francesa na região administrativa de Occitânia, no departamento de Aude. Estende-se por uma área de 12,16 km². Em 2010 a comuna tinha 46 habitantes (densidade: 3,8 hab./km²).